# Кономлади
Кономлади (грч. Μακροχώρι, до 1926. грч. Κονομπλάτι) је насељено место у општини Костур у периферији Западна Македонија, Грчка. Према попису из 2021. године било је 93 становника.
Према бугарском географу и историчару, Василу Канчову, у Кономладима је 1900. године живело 1.100 Словена хришћана. Македонски историчар Тодор Симовски, 1998. године наводи да су Кономлади словенско насеље. Село Нови Кономлади, код Петрича у Бугарској, носи назив по исељеницима из овог места, који су се тамо преселили после Другог балканског рата.